# Need for Speed: Carbon
Need For Speed: Carbon – komputerowa gra wyścigowa wyprodukowana przez Electronic Arts, będąca dziesiątą częścią cyklu Need for Speed. Została wydana w 2006 roku na Microsoft Windows, PlayStation 3, Xboksie 360, Wii, PlayStation 2, Xboksie, Nintendo DS, PlayStation Portable, GameCubie oraz GameBoy Advance.
W 2021 roku serwery rozgrywki wieloosobowej zostały wyłączone.

## Rozgrywka
Celem gry jest przejęcie terytorium rywalizujących ekip wyścigowych poprzez wygrywanie wyścigów ulicznych. Gracze prowadzą własną załogę i mogą przyłączać do drużyny określonych kierowców, z których aktywny przyjaciel wyścigowy znany jest jako skrzydłowy. Każdy zawodowy kierowca uliczny dysponuje dwiema umiejętnościami: umiejętnością wyścigową (takimi jak scout, blocker i drafter) oraz umiejętnością niezwiązaną z wyścigami (takimi jak fixer, mechanik i fabricator). Każda z umiejętności ma inne właściwości, od znajdowania ukrytych zaułków i skrótów po zmniejszenie uwagi policji. Samochody kierowane przez skrzydłowych również różnią się w zależności od umiejętności; stoper jeździ samochodem typu Muscle, drafter prowadzi egzotyczne pojazdy, a zwiadowca porusza się tunerami.
W trybie kariery gracze muszą wybrać klasę, której nie można zmienić po dokonaniu wyboru. Każdy wybór rozpoczyna się w innej dzielnicy, z odpowiednimi początkowymi samochodami oraz odblokowywanymi pojazdami w trakcie gry (na początku dostępna jest opcja jazdy próbnej). Gracze mogą ostatecznie wybrać dowolną klasę samochodów, a także odblokować pojazdy, które są zarezerwowane dla „szybkich wyścigów” po zdobyciu „kart nagród”.
W tym samym trybie wyścigi nie mogą być powtarzane w celu uzyskania tej samej nagrody. Gracze muszą precyzyjnie zaplanować, które samochody będą kupować i ulepszać, aby uniknąć wyczerpania pieniędzy. Gra zawiera również rozmowy telefoniczne, wiadomości tekstowe i e-maile, które są wplecione w fabułę. Wygrywanie wyścigów powoduje pojawienie się nowych wyścigów na mapie. Cała rozgrywka odbywa się w nocy. Tak jak w poprzedniej odsłonie Most Wanted, gracz może korzystać z nitro i „speedbreakera”, które gromadzą się podczas jazdy.
Need For Speed: Carbon to pierwsza gra w serii, w której zawarto tryby gry dostępne wyłącznie do rozgrywki wieloosobowej.